# Olivia Cole
Olivia Carlena Cole (Memphis, Tennessee, 1942. november 26. – San Miguel de Allende, Mexikó, 2018. január 19.) Emmy-díjas amerikai színésznő.

## Filmjei

### Mozifilmek
- Hősök (Heroes) (1977)
- Hazatérés (Coming Home) (1978)
- Hat év, hat nap (Some Kind of Hero) (1982)
- Go Tell It on the Mountain (1984)
- Kis nagymenők (Big Shots) (1987)
- Első vasárnap (First Sunday) (2008)
- Be Good, Be Nice (2011, rövidfilm)

### Tv-filmek
- Gyökerek (Roots) (1977)
- Backstairs at the White House (1979)
- Children of Divorce (1980)
- The Sky Is Gray (1980)
- Fly Away Home (1981)
- Mistress of Paradise (1981)
- Apa és leánya (Something About Amelia) (1984)
- The Fig Tree (1987)
- Arly Hanks (1993)

### Tv-sorozatok
- The Guiding Light (1952, egy epizódban)
- Police Woman (1975–1976, három epizódban)
- Rafferty (1977, egy epizódban)
- Szysznyk (1977–1978, 15 epizódban)
- Family (1978, egy epizódban)
- Insight (1979, egy epizódban)
- The Lazarus Syndrome (1979, egy epizódban)
- Report to Murphy (1982, hat epizódban)
- American Playhouse (1985, egy epizódban)
- Észak és Dél (North and South) (1985, hat epizódban)
- Gyilkos sorok (Murder, She Wrote) (1985–1995, három epizódban)
- The Women of Brewster Place (1989, két epizódban)
- L.A. Law (1989–1993, három epizódban)
- Brewster Place (1990, 11 epizódban)
- Christy (1995, egy epizódban)

## Díjai
- Emmy-díj (1977)